# Dalslands fögderi
Dalslands fögderi var ett historiskt fögderi, byggt på det forna Dalaborgs län och omfattande landskapet Dalsland mellan åren 1686 och 1715.
Efter det sistnämnda årtalet kom fögderiet att delas upp i två:
- Vedbo fögderi
- Sundals fögderi